# 세르게이 소볼레프
세르게이 리보비치 소볼레프(러시아어: Серге́й Льво́вич Со́болев, 1908~1989)는 러시아의 수학자이다. 해석학과 편미분 방정식을 연구하였다.

## 생애
1908년 10월 6일 러시아 상트페테르부르크에서 태어났다. 상트페테르부르크 대학교(당시 레닌그라드 대하교)에서 1929년에 졸업하였고, 이후 블라디미르 이바노비치 스미르노프 밑에서 일했다. 1932년부터 상트페테르부르크 대학교에서 가르쳤고, 1943년부터 모스크바 스테클로프 수학연구소에서 일했다. 1935년~1957년 동안 모스크바 대학교로 있었다. 1943~1957년 동안에는 쿠르차토프 연구소에서 소비에트 연방의 핵무기 개발을 지도하였다.
1989년 1월 3일 상트페테르부르크에서 사망하였다.

## 같이 보기
- 완화자

## 참고 문헌
- Leray, Jean (1990). “La vie et l’œuvre de Serge Sobolev”. 《Comptes Rendus de l'Académie des Sciences. Série Générale. La Vie des Sciences》 (영어) 7 (6): 467–471.
- Lavrent’ev, M. M.; Reshetnyak, Yu. G.; Borovkov, A. A.; Godunov, S. K.; Zelenyak, T. I.; Kutateladze, S. S. (1989). “Remembrances of Sergei L’vovich Sobolev”. 《Siberian Mathematical Journal》 (영어) 30 (3): 502–504. doi:10.1007/BF00971511. ISSN 0037-4466.